# Valeska Grisebach
Valeska Grisebach (Bremen, 4 de enero de 1968) es una directora de cine alemana. Se la considera parte de la Escuela de Berlín de cinematografía.

## Biografía
Valeska Grisebach estudió literatura y filosofía alemana en Berlín, Múnich y Viena antes de comenzar sus estudios cinematográficos en Viena.
La película debut de Grisebach Mein Stern (Sé mi estrella) ganó el Premio de la Crítica Internacional en el Festival Internacional de Cine de Toronto, así como el premio a la Mejor Película en el Festival de Cine de Turín. En 2006, su segunda película Sehnsucht (Anhelo) debutó en competencia en el Festival de Cine de Berlín. El tercer film de Grisebach, Western, se estrenó en el Festival de Cine de Cannes en 2017. Al igual que películas como The Hurt Locker y <i id="mwGg">Beau travail</i>, Western se centra en la masculinidad de sus personajes, pero desde la perspectiva de una directora.
La hermana de Valeska Grisebach es la actriz Anna Grisebach.

## Filmografía
- Mein Stern (2001)
- Sehnsucht (2006)
- Western (2017)

## Premios
- 2001: Premio Primeros Pasos por Mein Stern
- 2001: Premio al Mejor Largometraje en el Festival de Cine de Turín por Mein Stern
- 2001: Premio de la Crítica Internacional en el Festival Internacional de Cine de Toronto por Mein Stern
- 2006: Premio Especial del Jurado en el Festival Internacional de Cine Independiente de Buenos Aires
- 2006: Premio especial del jurado en el Festival Internacional de Cine de Varsovia por Sehnsucht
- 2006: Premio de Cine en el Festival de Cine Alemán por Sehnsucht
- 2017: Premio de Cine en el Festival de Cine Alemán de Western
- 2018: Premio de Cine Alemán en Bronce por Western (Mejor Largometraje)